# 拉戈阿 (阿爾加維)

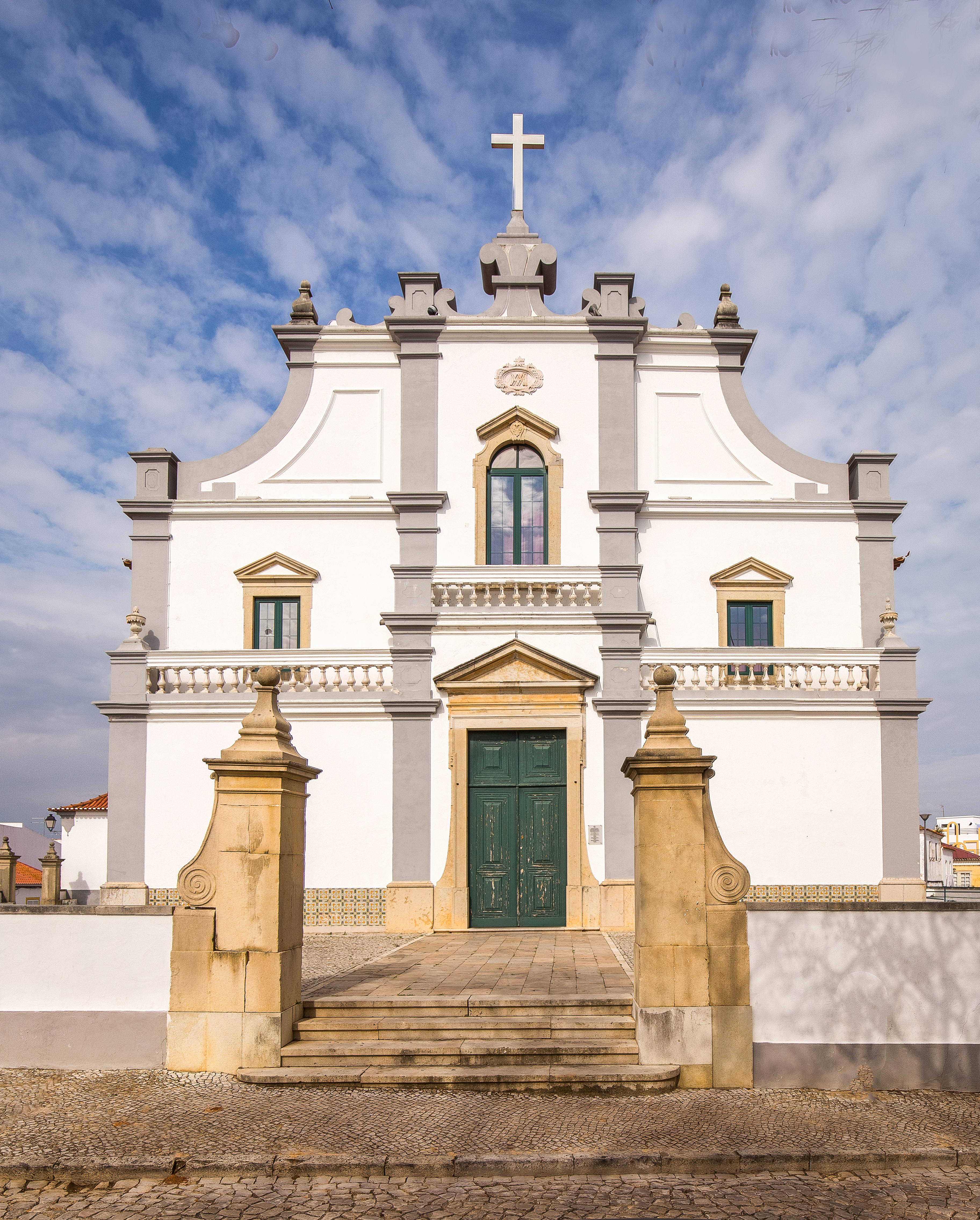
當地地標 拉戈阿聖母教堂

拉戈阿（Lagoa）是葡萄牙的一座城市。位於法羅區。有人口6,100人。全市面積有88.50平方公里。市長是社會民主黨的愛德華多·若澤·伊纳西奥·马爾克斯。

## 外部連結
- 拉戈阿照片 （页面存档备份，存于）
- 官方網站 （页面存档备份，存于）